# Власіос Марас
Власіос Марас (грец. Βλάσης Μάρας, 31 березня 1983) — грецький спортсмен, гімнаст, чемпіон світу та Європи.